# خورش قیمه بوشهری
خورش قیمه بوشهری یکی از انواع خورش‌های ایرانی است که شهرت خاصی میان شهروندان بوشهری دارد و همان‌طور که از اسمش مشخص است متعلق به بندر بوشهر است. قیمه بوشهری گوشتش له شده‌است و حالتی چسبناک دارد. بوشهری‌ها این خورش را با غذاهای دیگری مثل شکر پلو میل می‌کنند. در این خورش از لپه، رب گوجه فرنگی، سیب زمینی، پیاز، گوشت و ادویه‌های مختلف استفاده می‌شود.

## طرز تهیه
تهیه خورش قیمه بوشهری را با خیساندن لپه آغاز می‌کنیم. پس از آن پیازها را به صورت نگینی سرخ می‌کنیم و ادویه به آن می‌افزاییم. گوشت سر دست چرخ شده را به آن اضافه می‌کنیم. پس از مدتی لپه‌ها را به محتویات قابلمه اضافه می‌کنیم. با تفت داده شدن لپه‌ها، وقت اضافه کردن آب جوش است. منتظر می‌مانیم تا لپه و گوشت پخته شوند. در مرحله آخر یک سیب زمینی پوست کنده را داخل قابلمه می‌اندازیم. همه محتویات پس از یک ساعت و نیم آماده چرخ شدن با گوشت کوب برقی است.

## میو
1. ↑  «قیمه بوشهری». کارگاه آشپزی. بایگانی‌شده از اصلی در ۳۱ ژانویه ۲۰۱۳. دریافت‌شده در ۱۸ ژانویه ۲۰۱۳.
2. ↑  admin (۲۰۲۲-۰۲-۰۳). «طرز تهیه خورش قیمه بوشهری به روش سنتی و با طعم بسیار عالی». سایت در نهایت. دریافت‌شده در ۲۰۲۲-۱۲-۲۹.